# Europese kampioenschappen kyokushin karate 1999 (IKO)
De Europese kampioenschappen kyokushin karate 1999 waren door de International Karate Organization (IKO) georganiseerde kampioenschappen voor Kyokushinkai karateka's. De 12e editie van de Europese kampioenschappen vond plaats in het Oekraïense Kiëv.

## Resultaten
| Gewichtsklasse | Goud               | Zilver         | Brons                        |
| -------------- | ------------------ | -------------- | ---------------------------- |
| -70 kg         | Lucian Gogonel     | Stefan Mocanu  | Dimo Tenev Alon Shualy       |
| -80 kg         | Yevgeniy Yakovenko | Emil Kostov    | Ionel Stancu Mustafa Oksuz   |
| -90 kg         | Paul Kasprowski    | Cayetano Mateo | Rafal Szlazak Lechi Kurbanov |
| +90 kg         | Alexander Lapko    | Mihai Gorgoiu  | Alexei Drobyazko Tibor Naby  |